# Радянські оповідання
«Радянські оповідання» — книжкова серія, яку випускало видавництво «Дніпро» в Українській РСР упродовж 1974-1987.
У межах серії були видані збірки перекладених українською мовою оповідань авторів республік, що входили до складу СРСР.
Усі книги серії виходили у форматі 84×108/32 (130×200 мм).

## Збірки серії
| Назва | Рік видання | Сторінок | Наклад | Примітки     |
| --- | ----------- | -------- | ------ | ------------ |
| Російське радянське оповідання (випуск 1)                                                                                         | 1974        | 399      |        | [ 1 ]        |
| Російське радянське оповідання (випуск 2) (упорядкування: Залигін С. П.)                                                          | 1975        | 351      | 30000  | [ 2 ]        |
| Українське радянське оповідання (випуск 1) (упорядкування: Фащенко В. В.)                                                         | 1975        | 447      |        | [ 3 ]        |
| Українське радянське оповідання (випуск 2) (упорядкування: Фащенко В. В.)                                                         | 1975        | 351      |        | [ 4 ]        |
| Оповідання письменників автономних республік, областей, національних округів та країв РРФСР (випуск 1)                            | 1976        |          |        |              |
| Оповідання письменників автономних республік, областей, національних округів та країв РРФСР (випуск 2) (упорядкування: Крамов І.) | 1977        | 350      |        | [ 5 ]        |
| Білоруське радянське оповідання (упорядкування: Жук О. О.)                                                                        | 1979        | 341      |        | [ 6 ]        |
| Молдавське радянське оповідання (упорядкування: Подоляну С. С.)                                                                   | 1980        | 223      |        | [ 7 ]        |
| Литовське радянське оповідання (упорядкування: Бучис А.)                                                                          | 1981        | 271      |        | [ 8 ]        |
| Естонське радянське оповідання (упорядкування: Завгородній О. С.)                                                                 | 1982        | 280      |        | [ 9 ] [ 10 ] |
| Латиське радянське оповідання (упорядкування: Вавере В. О.)                                                                       | 1982        | 239      |        | [ 11 ]       |
| Казахське радянське оповідання (упорядкування: Турсункулов К. К.)                                                                 | 1983        | 294      |        | [ 12 ]       |
| Азербайджанське радянське оповідання (упорядкування: Аббасзаде Г.)                                                                | 1984        | 223      |        | [ 13 ]       |
| Туркменське радянське оповідання (упорядкування: Аллаков Д.)                                                                      | 1984        | 262      |        | [ 14 ]       |
| Киргизьке радянське оповідання (упорядкування: Озмітель Є. К.)                                                                    | 1985        | 261      |        | [ 15 ]       |
| Таджицьке радянське оповідання (упорядкування: Рахматуллаєв Н.)                                                                   | 1985        | 261      |        | [ 16 ]       |
| Грузинське радянське оповідання (упорядкування: Халимоненко Г. І.)                                                                | 1986        | 303      |        | [ 17 ]       |
| Узбецьке радянське оповідання | 1986        | 246      |        | [ 18 ]       |
| Вірменське радянське оповідання                                                                                                   | 1987        | 333      |        | [ 19 ]       |